# Самоков
Самоков — місто в південно-західній Болгарії. Воно розташоване в Софійській області, за 55 км від Софії та за 10 км від туристичного курорту Боровець. Місто є найбільшим в регіоні і є адміністративним центром общини Самоков.

## Географія

### Географія
Самоковська котловина розташована між кількома горами — Рила, Плана, Вітоша, Верила, Іхтиманська Середня гора — на 950 метрах над рівнем моря. У її основі лежать води річки Іскир та її притоки. Форма котловини неправильна і дводольна, Палакарийська на заході та Іскирська на сході. Вона має 185 км2.
Місто Самоков, розташоване в однойменній долині, знаходиться за 55 км від Софії, за 10 км від курорту Боровець, за 8 км від одного з входів до Національного парку Рила, за 29 км від мінеральних джерел в Сапаревій Бані, за 14 км від Белчинських Бань, за 27 км від бальнеологічного комплексу в Долішній Бані та за 12 км на південь від озера Іскир.

### Клімат
Характерні не дуже спекотне літо і холодна, довга зима, тривалі сонячні теплі дні, з дуже невеликими винятками туманних. Клімат визначається як помірно континентальний, але з сильним впливом високих гір. Саме це зупиняє сильні вітри і снігопади.

### Водні ресурси
Долина Самокова відносно багата водою. Вона живиться річкою Іскир, яка на початку має два основні рукави — Чорний Іскир і Білий Іскир з численними дрібними притоками — Палакарія, Шипочаниця та інші. До міста вздовж річки розташована місцевість Лаго, ширина якої становить близько 200—300 м. Є багато островів, покритих вологолюбними лісами. Після міста вздовж річки Іскир розташована однойменна гребля.
Дві з найкрасивіших рильських озер мають свої прохолодні води в цьому районі: озеро Йончево і озеро Страшно.

## Історія

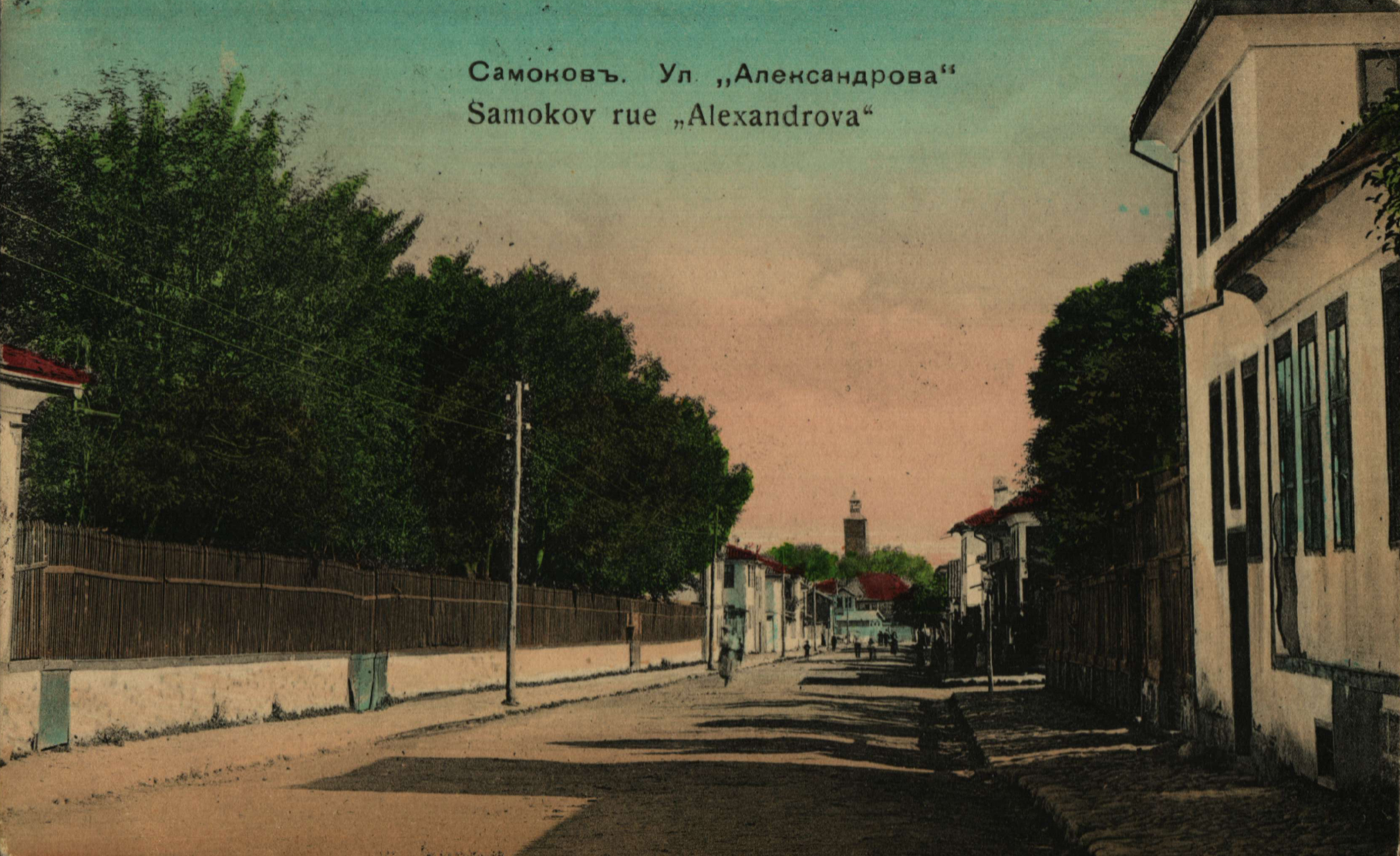
Стара світлина з видом на вулицю Александрова в Самокові до 1940 року

Біля підніжжя Лакатишської гори в Шишманівській ущелині знаходиться городище, назва якого пов'язана з легендами про останні бої царя Івана Шишмана. Тут знаходилася ранньохристиянська базиліка і монастирський комплекс. Їх будівництво належить до епохи Римської імперії. Їх спалили варвари у 6 — 7 столітті.
Після римського поселення на цьому місці виникло рударське місто на початку XIV ст. Минуле міста пов'язане з видобуванням заліза. Хаджі Кальфа згадує про рудник Самокова, де виробляються залізні вироби (наприклад, якорі). У той час місцеві майстри знаходилися в безпосередньому контакті з західноєвропейськими рударями-саксами, які називалися саси, і використовували саксонські печі (видні), ковальські майстерні (мадани) з духалами і великі молоти (самокови), рухомі силою води. До і після падіння міста під османським пануванням (1372) Самоков був економічним і культурним центром.
З 1557 по 1907 місто є центром Самоківської єпархії.
За свідченнями американських місіонерів, які відвідали місто в 1859 році, Самоков має 15 000 мешканців, а 2/3 з них — болгари, які підтримують процвітаючу школу з учнями з усього регіону.
Громадські вибори в місті 13 червня 1910 виграла Болгарська соціалістична партія, і Самоков став першим муніципалітетом в Болгарії і на Балканах, яким керувала Соціал-демократична партія. Георгій Зуйбаров був обраний мером, а його заступниками — Ас. Хадживасилєв і К. Халваджийський. Керівництво запроваджує податки на прибуток, надає безкоштовну медичну допомогу та ліки бідним громадянам, відкриває дитячі садки, дитячі будинки, їдальні для бідних дітей, вводить для муніципальних працівників робочий день на вісім годин. 12 лютого 1912 р. уряд був розпущений.
З 7 грудня 1919 по 1 липня 1921 р. уряд перебував у руках БКП з мером Михайлом Дашиним. Партія втретє керувала общиною з 19 березня 1922 по вересень 1923 р. на чолі з мером К. Кібаровим.

## Населення

### Демографія
- 1934 — 11035 жителів
- 1946 — 13218 жителів
- 1956 — 16748 жителів
- 1975 — 25756 жителів
- 1987 — 27678 жителів
- 1988 — 28217 жителів
- 1992 — 28608 жителів
- 2008 — 28069 жителів
- 2009 — 28040 жителів
- 2010 — 27929 жителів
- 2014 — 26385 жителів

## Релігія
У місті є церковна громада, що входить до складу Союзу євангельських конгрегаційних церков.

### Храми

#### Самоківський жіночий монастир
Жіночий монастир «Покров Пр. Богородиці» в Самокові почав своє життя близько 1772 року як чернечий гуртожиток для маленьких дівчаток. Його заснувала баба Фота, яка передає свою власність в Рильський монастир, а у власному домі створює невелику громаду. У середині дев'ятнадцятого століття більше сотні монахинь і послушниць жили в канонах статуту Рильського монастиря. З моменту свого заснування жіночий монастир став центром духовності та просвітництва. У 1837—1839 рр., поряд з іншими розширеннями, була зведена велична тринефна церква.
- Церква Святого Миколая

Церква була побудована в більш пізній період, 1859—1860 рр., коли християни в Туреччині отримали під час реформ відомі релігійні свободи. Вони вважали, що на цьому місці була церква до падіння міста під турецьким пануванням. Після закінчення іконостасу храм освятив 26 жовтня 1861 р. у Дмитрів день архімандрит Хрисант Дойчинов із священиками міста. Саме в ці дні грецького єпископа Матвія Самоковського вигнали з міста, і церковне служіння почали проводити тільки на болгарській мові. На подвір'ї були поховані видатні особистості Самокова, такі як Захарій Хаджигюров, Захарій Зограф та інші. У 1950-х роках частина кладовища була забудована. Надгробки Захарія Зографа та інших християн сьогодні зберігаються в Історичному музеї.
- Церква «Введення Богородичного»

Будівництво цієї церкви закінчується в 1835 році. Будівля тринефна, напівциліндрична, з двома рядами оштукатурених дерев'яних колон. Тут збереглися ікони, зроблені відомими самоковськими майстрами. Це найменша з діючих самоківських церков. Вона був побудована більш економно, оскільки в цій частині міста було менше мирян. Сьогодні це не менша історична цінність, ніж інші храми.
Близько 1855 року самоковські євреї планували побудувати велику представницьку синагогу і створили фонд для залучення коштів. Будівництво почалося через три роки, щоб закінчити в 1860 році. Тоді єврейське населення в місті вже мало 130 сімей. Нова синагога побудована по планах Бет-Амікдаса. Будинок прикрашали багато різьблені стелі, окремі поля яких були пов'язані з орнаментальними фризами. Овальні панелі з букетами та пейзажами у молитовній ніші свідчать про спільні художні смаки в Самокові в минулому столітті. Картини міста були написані на західній внутрішній стіні молитовного залу і на ніші східної овальної панелі з букетами на них. Над дверима синагоги — мармуровий елемент з висіченим написом: це врата господні … Синагога — нова будівля Бет-Амікадаша, в якій люди будуть благословенні в ім'я Господа і процвітатимуть у місті Арія, Іюди та Гавриїла. Синагога є пам'яткою культури національного значення.
- «Успіння Богородичного», побудована між 18 і 19 століттями, має унікальні різьблення по дереву.

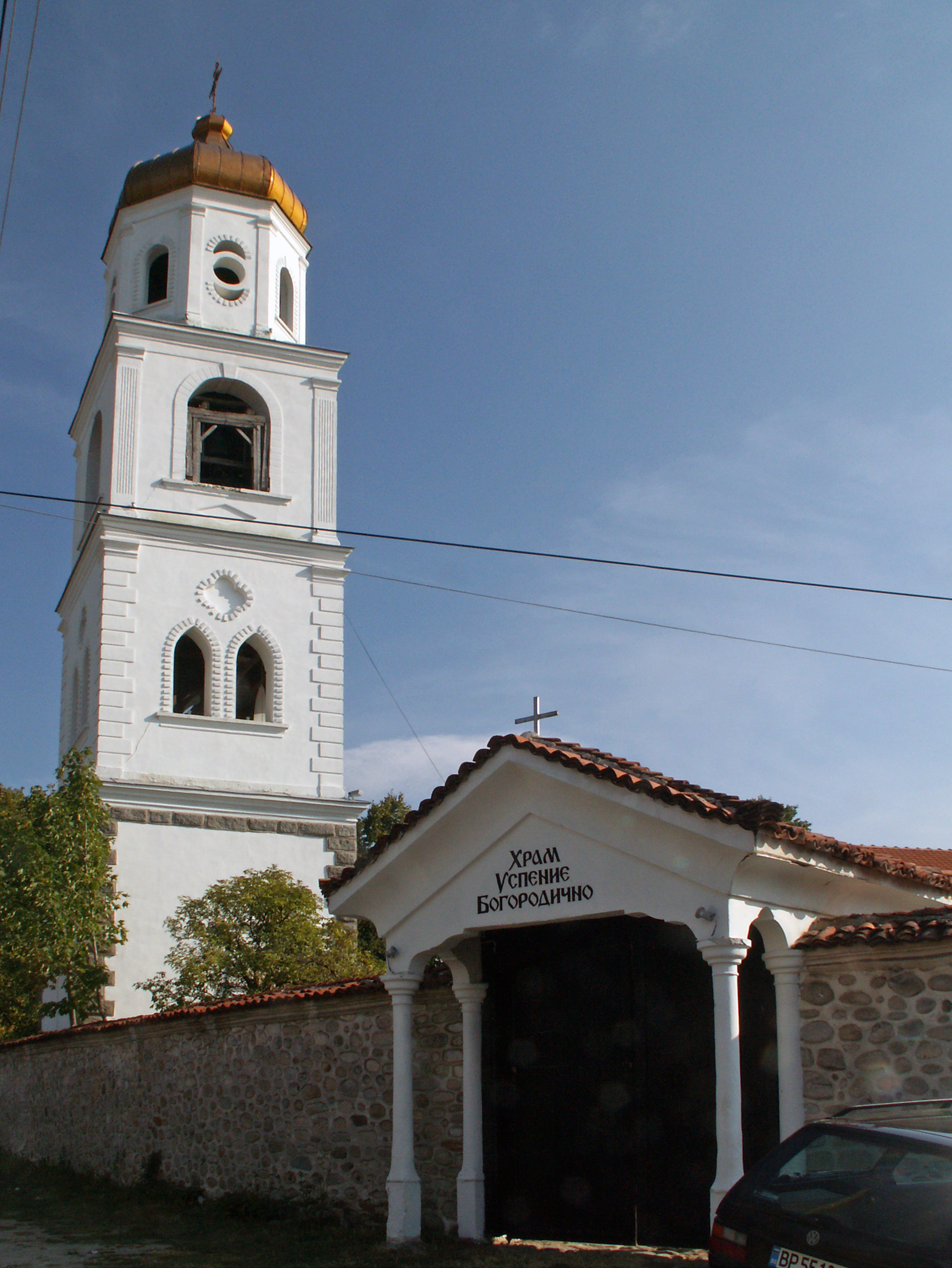
Митрополитська церква

У 1793 році в Самокові була освячена церква «Успіння св. Богородиці» (митрополитська). Церква була зведена на місці меншої церкви XVII століття за допомогою патріотичного місцевого діяча. У 1805 р відновленна церква почала перетворюватися з однонефної на тринефну, більш високу і простору. Новий молитовний зал має міцні кам'яні стіни.

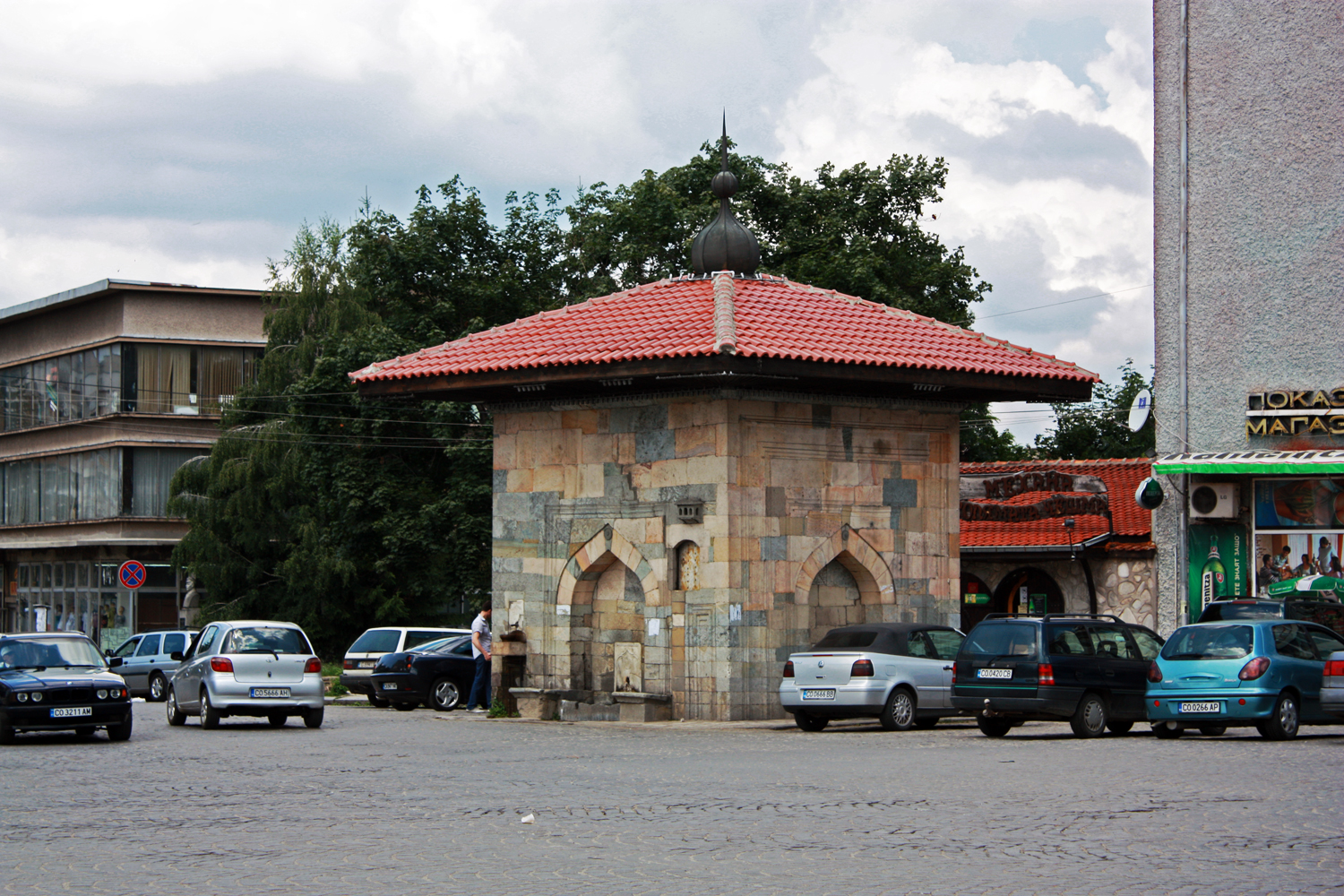
Великий фонтан

- Бельова Церква

Бельова церква — пізньо середньовічна церква (XV—XVII ст.), за 2 км на південь від міста Самоків, ліворуч від дороги на Боровець. Однонефна і одноапсидна церква. Побудована в XV—XVII століттях на фундаментах старих християнських храмів.
- Мечеть Байраклі або Стара мечеть.
- Алінський Монастир.
- Ковачевський монастир.

## Політика

### Мер
До середини 2017 року Мер Самокова — Володимир Володимирович Георгієв (БСП).

## Економіка
Близькість Самокова до столиці, традиції торгово-ремісничих послуг і промислового виробництва, міжнародний туристичний курорт Боровець, туристичний комплекс «Мальовиця» і бальнеологічний центр «Белчин бані» — чудовий потенціал для сталого економічного розвитку регіону.
Станом на січень 2001 року в м. Самоків зареєстровано 3136 підприємств, з них 99,75 % — малі та середні. Кількість великих компаній з більш ніж 100 працівниками зменшилася з 19 у 1997 році до 7 у 2004 році. Попри їх невелику кількість, великі та середні фірми мають значну частку у зайнятості та створювали валовий внутрішній продукт у муніципалітеті.
Двома основними секторами місцевої економіки є промисловість та готельний бізнес (включаючи харчування). Основна частина валового внутрішнього продукту муніципалітету припадає на обробну промисловість, провідними секторами якої є текстиль, металообробка, деревообробка, виробництво обладнання.
На другому місці є туристичний сектор — готельний бізнес та громадське харчування. У цьому секторі діє 11,9 % всіх підприємств муніципалітету, ця частка вища, ніж у більшості муніципалітетів країни. Туризм поступається лише кількості активних підприємств після торгівлі. Як наслідок, відбувається зростання частки послуг (до 44,4 %) в економіці муніципалітету.

### Інфраструктура
Община Самокова має вигідне місце для двох європейських транспортних коридорів, що проходять через країну. Це певною мірою компенсує відсутність безпосереднього обслуговування дороги високого класу, а територія муніципалітету обслуговується лише автомобільним транспортом. Довжина дорожньої мережі складає 236,6 км, трохи більше половини доріг — II і III класу. Удосконалення технічних параметрів та підтримання хорошого робочого стану основних «вхідних» доріг з Софії та Дупниці є необхідною умовою майбутнього розвитку муніципалітету та курортних туристичних місць. Зведена об'їзна дорога в Самокові сприяє виведенню транзитного руху. Необхідно також ремонтувати і реконструювати існуючі місцеві дороги, а також побудувати нові ділянки сервісного обслуговування, пов'язані зі специфічним розвитком курортно-туристичних місць. Метою муніципального керівництва є будівництво південної автостради на місто. Софію, яка з'єднає магістралі «Фракія», «Хемус» і «Струма».

### Сільське господарство
У общині землі сільськогосподарського призначення складають 512,7 кв. км, і близько 40 відсотків обробляються.

### Лісове господарство
Ліси в общині Самоков займають площу 53 323 га
Щорічно висаджується в середньому 400 га.
В районі муніципалітету є три лісові розплідники для виробництва саджанців лісових і чагарникових порід. На площі 22 га була створена плантація аронії.
Близько 25 тис. га лісового фонду в районі муніципалітету надано національному парку Рила, який знаходиться під спеціальним статусом.

### Туризм
Місто є центром зимових видів спорту: на південь від міста знаходиться всесвітньо відомий курорт Боровця, недалеко розташований гірськолижний курорт Говедарці і туристичний комплекс Мальовиця. До послуг гостей готель, лижні підйомники і гірськолижний гардероб з усім необхідним для зимових видів спорту. Сніговий покрив тримається відносно довго. В залежності від кількості опадів, катання на лижах також можуть відбутися і в травні. Тут розташована база для альпіністів, що йдуть на Мальовицю, Орловець, Злий Зуб, Ловницю та Камілату.
Гірський притулок Маловиця (1986) є єдиним в альпійській частині Північно — західних Рил. Він був побудований на лівому схилі долини річки Мальовишка в 1934 році. З 1981 року існує новий туристичний комплекс з 20 кімнатами, водопроводом та електрифікацією. До послуг гостей лижний підйомник. Відвідування цілий рік.
- Гірський притулок Мусала — (2390 м) — розташоване на березі озера Мусала. Найвищій притулок в Болгарії. Був побудований в 1924—1925 роках і є другим в Болгарії після хатини Скакавиця. 1930 року була побудована кам'яна двоповерхова хата, яка згоріла влітку 1988 року.

- Гірський притулок Заврачиця знаходиться на висоті 2180. на березі річки Мариця, внизу величезної льодовикової долини.

- Гірський притулок Мечит (1670)

- Шумнатіца (1300)
- Вада
- Мариця
- Чакар Войвода
- Ястребець

## Освіта

### Навчальні заклади

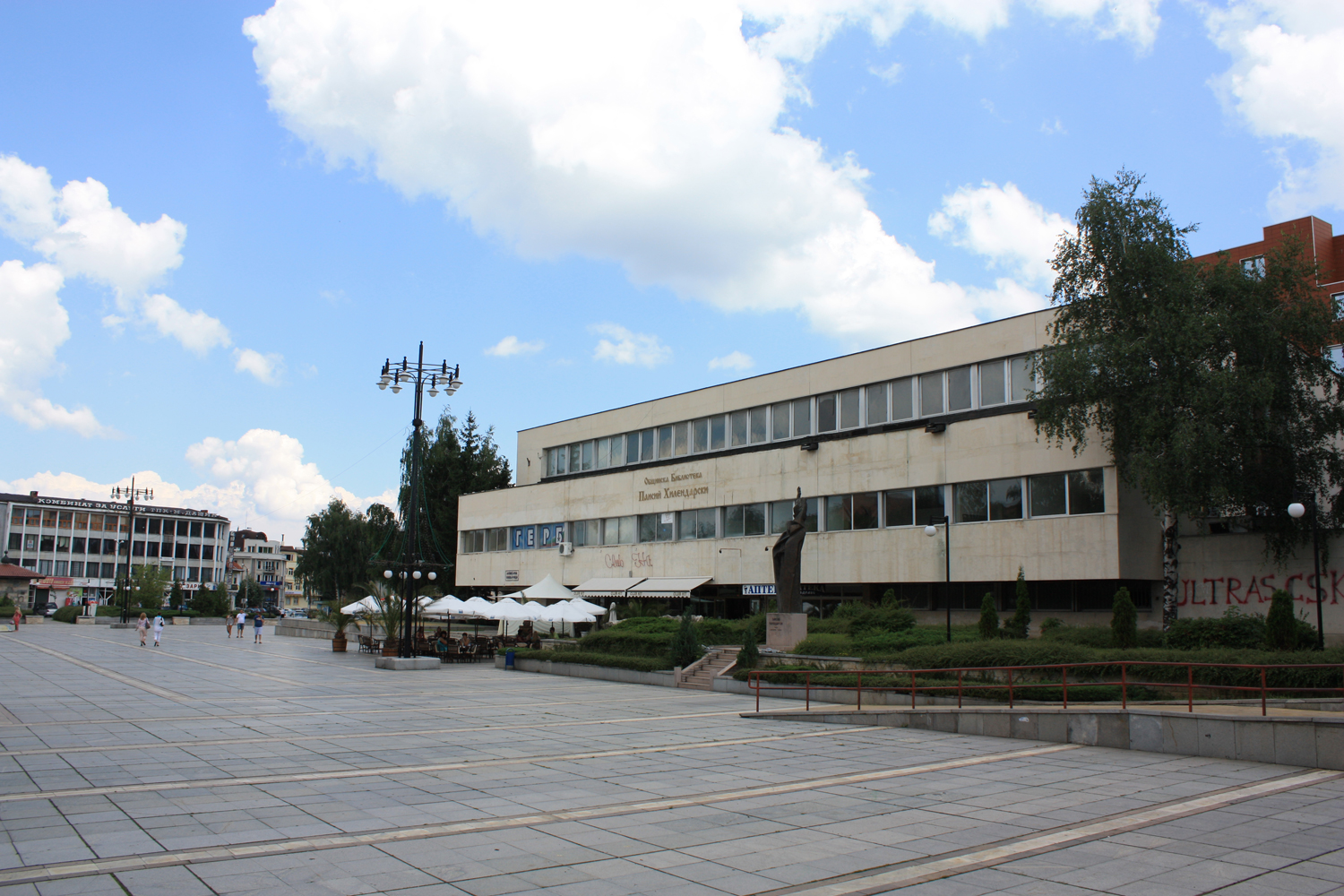
Муніципальна бібліотека

- Початкова школа «Митрополит Авксентій Велешський»
- Початкова школа «Св. Кирила і Мефодія»
- ПТГ «Нікола Йонков Вапцаров»
- ПГ «Костянтин Фотінов»
- СШ «Станіслав Доспевський»
- СШ «Отець Паїсій»
- СШ «Нікола Велчев»
- Початкова школа «Петро Берон»
- Початкова школа «Христо Максимов»
- Професійна вища школа туризму
- «Неофіт Рілський»

### Громадські центри
1859 рік був прийнятий як рік створення громадського центру «Самоков». Самоківська бібліотека є першою в Болгарії. 1859 року має назву «Страсний тиждень» і розміщується в будівлі тодішньої школи.

## Культура та розваги

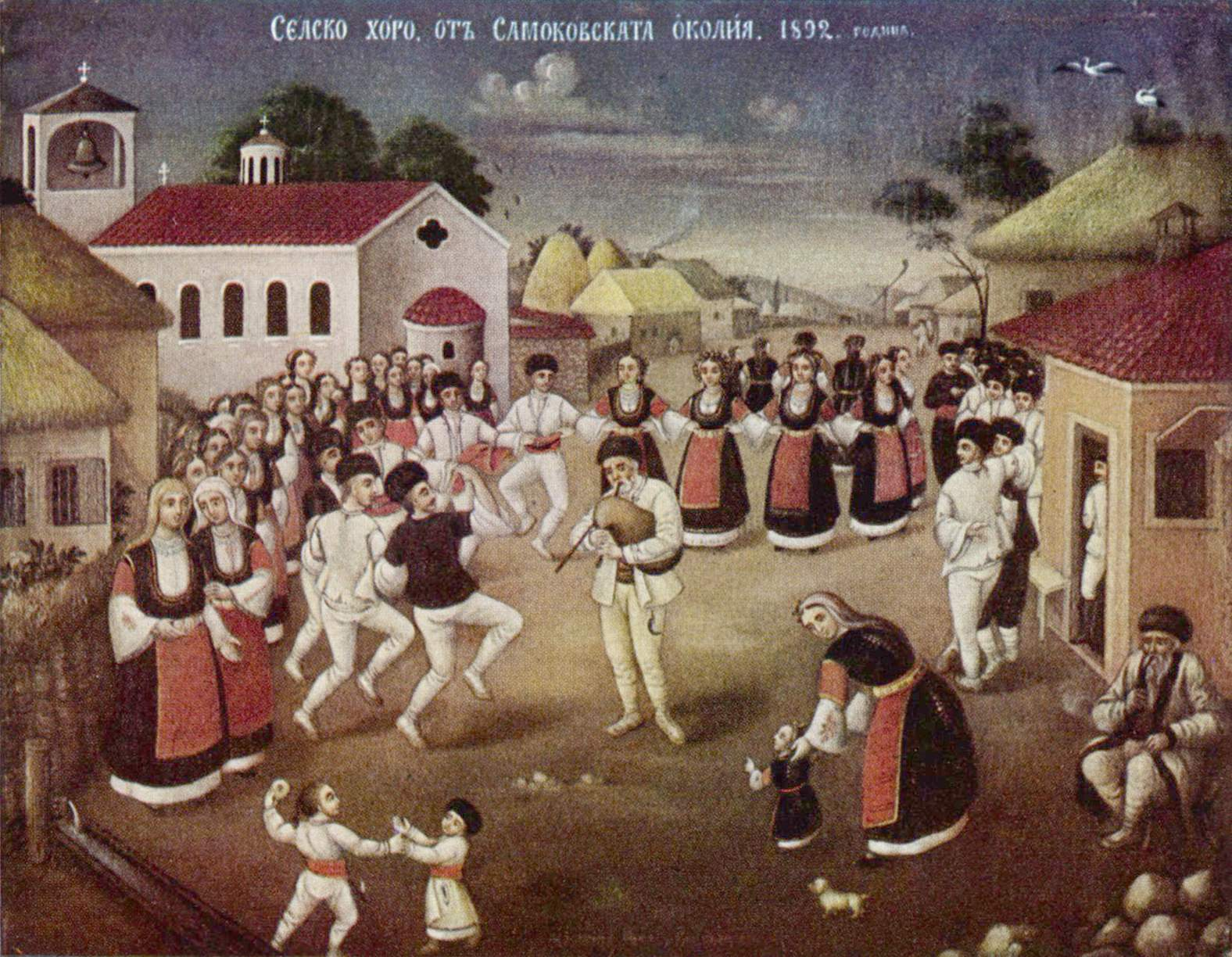
Самоков в 1892 р., Картина Ніколи Образописова

Два з 100 національних туристичних об'єктів розташовані в Самокові: історичний музей і жіночий монастир.

### Музеї
Історичний музей є ще одним доказом високого інтелекту самоковців, їх відчуття історичної пам'яті та високого суспільного зобов'язання. На початку тридцятих років знамениті самоківські художники Наум Хаджимладенов і Василь Захарієв дали ідею про створення музейної колекції в народному громадському центрі. Реалізація цієї ідеї відбулася влітку 1931 р. за участю двох відомих художників — Христо Йончева — Крискарця і Павла Францалійського.
Сьогодні музей має близько 30 тисяч експонатів.

### Інші
- Великий фонтан був побудований в першій половині 17 століття.

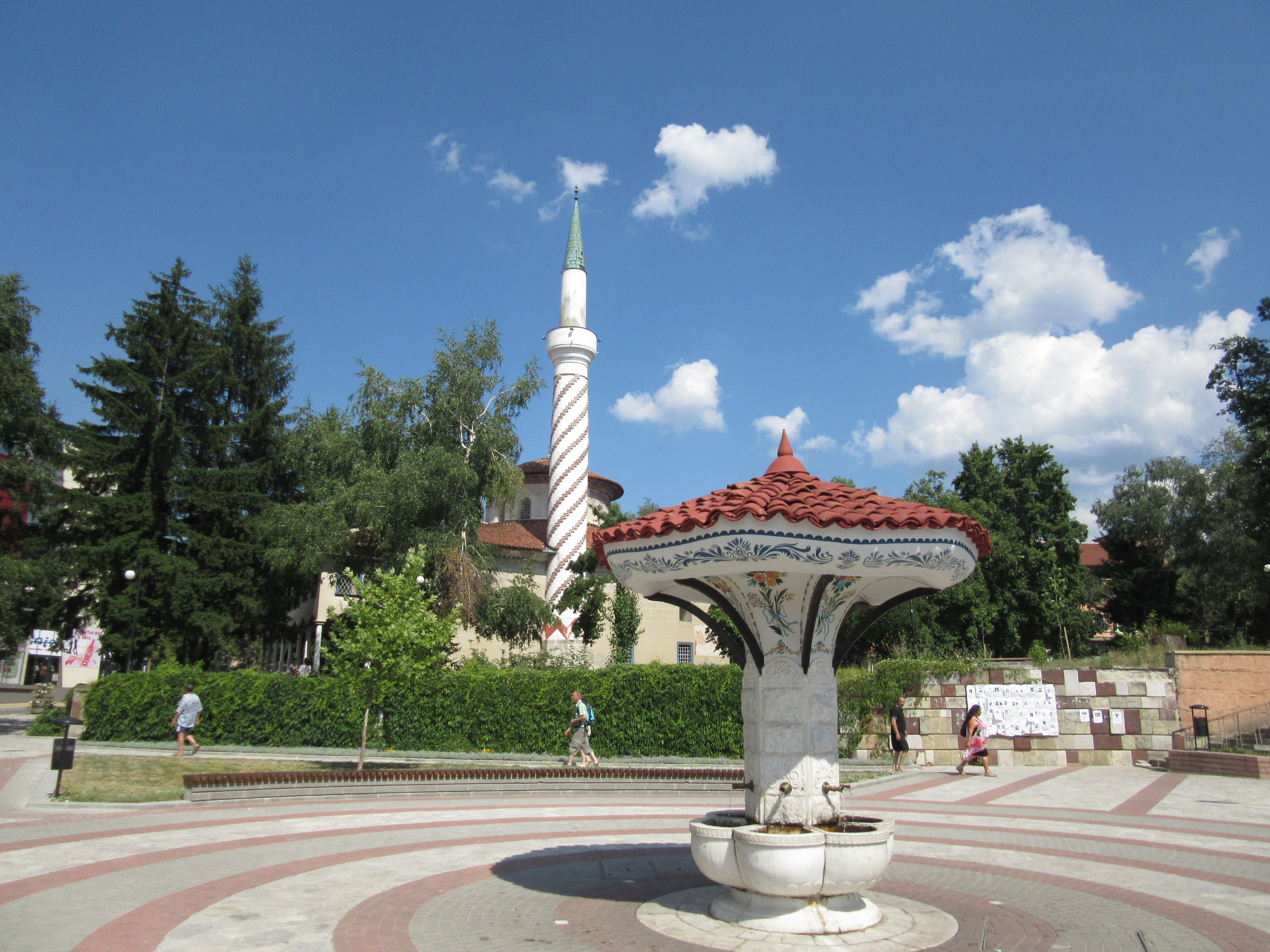
Барвистий фонтан на тлі мечеті Байраклі

- Фонтан Парасолька на автовокзалі вітає всіх гостей Самокова.
- Будинок Сарафа — меморіал культури Відродження.
- Шишманово кале.
- Алінське кале
- Фракійські кургани на річці Палакарія

### Природні пам'ятки

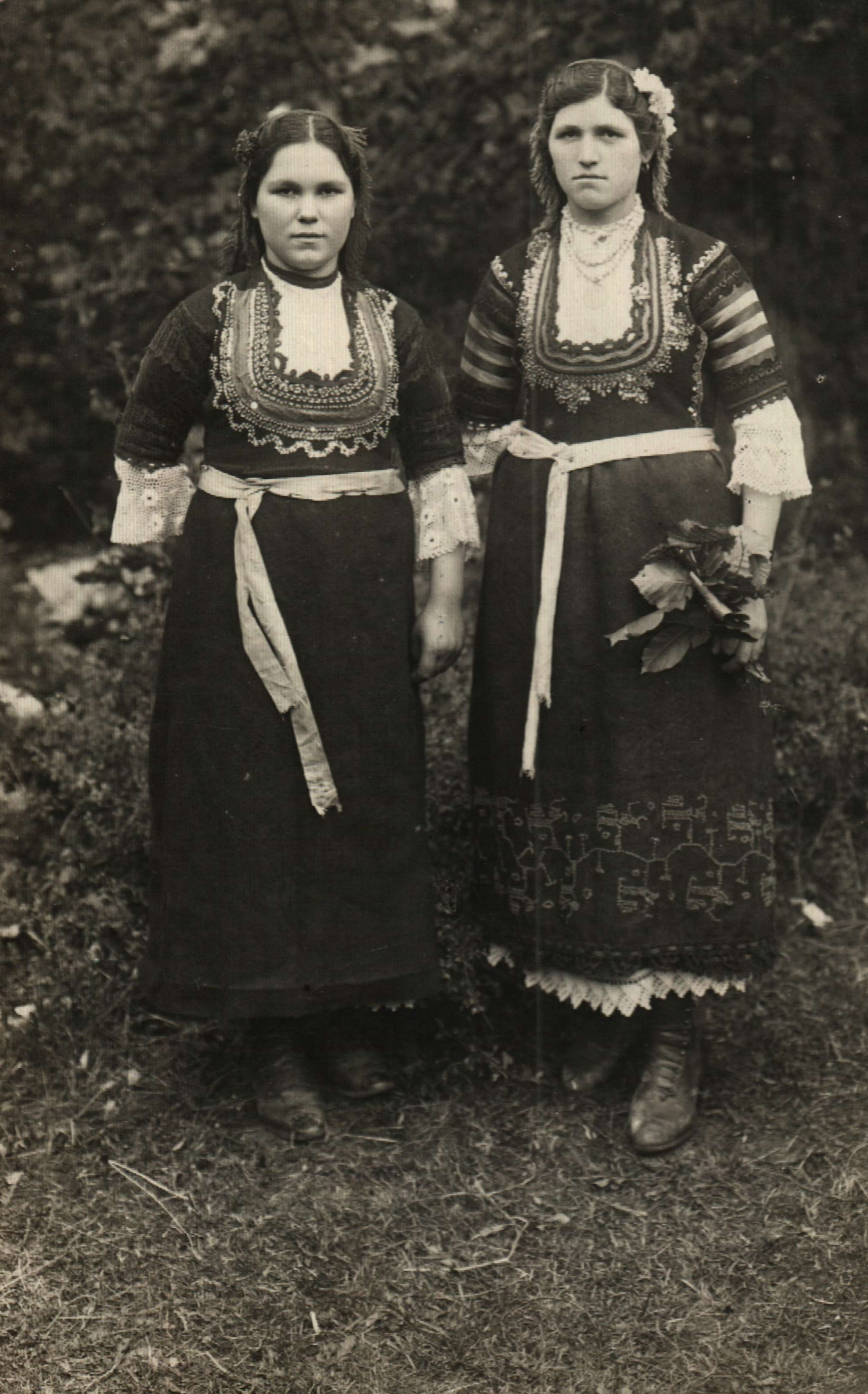
Болгарські жінки в народних костюмах

- Захищена місцевість Букова Усойка
- Найвища вершина Балкан — гора Мусала 2925 м.
- Рідо
- Продановський кряж
- Лаго
- Боричо

## Відомі особистості
В поселенні народився:
- Тодор Кантарджієв (1861—1945) — болгарський військовий діяч.

## Дослідження
- Семерджиєв, Хр. Самоков та його околиці. С., 1913.
- Стефанов П., йером. Історичний огляд Самоківської єпархії (XVI—XX ст.). — Духовна культура, 1985, № 7, 25-31.
- Манов, Христо. Самоков — культура і просвітництво. Софія, 1996.
- Манов, Христо. Самоков — видатні особистості. Ч. 2. С., 2000.
- Темельський, Хр. Самоков в епоху Відродження. С., 2000.
- Ковачев, Румен. Самоков в XVI столітті, за даними Стамбульського Османського архіву. С., 2001.
- Дюрова А., Вася Велинова. Інвентаризація слов'янських рукописів Самокова. С., 2002 (минуле Самокова, 3).
- Янева, С. Самоков: Османське балканське місто в епоху реформ. — У: Османська держава і суспільство в змінах: дослідження реєстрів дев'ятнадцятого століття. Ред. Хаяши Кайоко і Махір Айдин. Лондон, 2004, 47-76.